# Подсосенье (Белозерский район)
Подсосенье — деревня в Белозерском районе Вологодской области.
Входит в состав Шольского сельского поселения, с точки зрения административно-территориального деления — в Шольский сельсовет (до 17 марта 2000 года входила в Сотозерский сельсовет)).
Расположена на берегу Сотозера. Расстояние до районного центра Белозерска по автодороге — 121 км, до центра муниципального образования села Зубово  по прямой — 14 км. Ближайшие населённые пункты — Кузнецово, Мишино, Таршинская.
По переписи 2002 года население — 4 человека.